# Deep Impact (sonda espacial)
Deep Impact (en español Impacto Profundo) es una sonda espacial de la NASA ideada para estudiar la composición del interior de un cometa. La sonda fue lanzada el 12 de enero de 2005, y se acercó al núcleo del cometa 9P/Tempel 1 el 4 de julio del mismo año, coincidiendo la fiesta de la independencia de Estados Unidos. Una sección de la sonda, llamada el impactador, se separó y se lanzó hacia el núcleo, con el que hizo impacto treinta y cuatro horas después, abriendo un cráter de 150 m de diámetro. El acontecimiento entero fue fotografiado y estudiado por la sección restante, la sonda de sobrevuelo, así como por telescopios en la Tierra y en órbita terrestre.
La nave de sobrevuelo contiene un Instrumento de Alta Resolución (HRI por sus siglas en inglés) y un Instrumento de Resolución Media (MRI por sus siglas en inglés). El HRI es un dispositivo de captación de imágenes que combina una cámara sensible al espectro visible con un espectrómetro de infrarrojo y un módulo de imágenes. El HRI ha sido optimizado para observar el núcleo del cometa. El MRI es la “refacción”, un dispositivo de respaldo que se usará principalmente para la navegación durante la aproximación final de 10 días. La sección impactadora de la sonda contiene un instrumento casi idéntico al MRI.
El impactador poseía una masa de 375 kg e hizo impacto con una velocidad de aproximadamente 10,2 km por segundo, generando así 1,9 × 1010 julios al hacer impacto con el cometa, el equivalente de 4,8 t de TNT. El impacto creó un cráter de unos 150 m (mayor que la cuenca del Coliseo de Roma).
Después de completar su misión principal, se ideó una misión de extensión para aprovechar las capacidades de la sonda. Dicha misión, que se ha denominado EPOXI, tendrá como misión estudiar y visitar otros núcleos cometarios. El 4 de noviembre de 2010, y ya dentro de la misión EPOXI, la sonda atravesó la cola del cometa Hartley 2 a treinta y siete millones de kilómetros de la Tierra y realizó fotografías de su núcleo a una distancia estimada de 700 km.

## Progreso de la misión

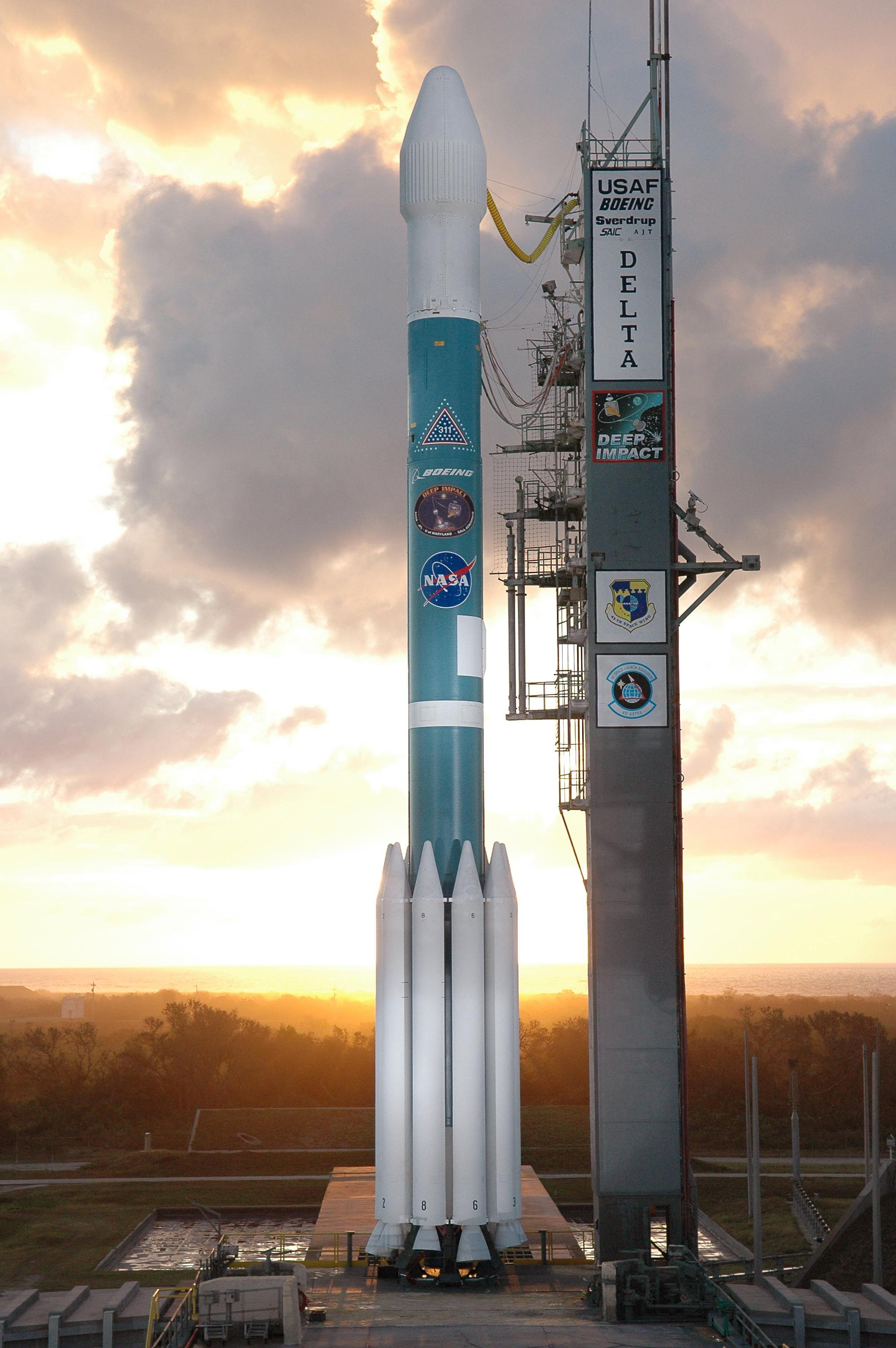
Fotografía tomada el 12 de enero de 2005 del cohete Delta II 7925 (2925) transportando a la sonda Deep Impact sobre la plataforma de lanzamiento 17-B, en el Estación de la Fuerza Aérea de Cabo Cañaveral, Florida.

La fecha original en que se programaba lanzar la sonda era el 30 de diciembre de 2004, pero unos funcionarios de la NASA demoraron el lanzamiento para dar más tiempo a las pruebas del software. El lanzamiento efectivo ocurrió desde cabo Cañaveral el 12 de enero de 2005 a la 18:47 UTC, y se realizó con un cohete Delta II.
Sin embargo, el “estado de salud” de la Deep Impact era incierto. Poco después de entrar en órbita solar y desplegar sus paneles solares, la sonda misma se colocó en modo de respaldo de emergencia. Se desconoce la causa y magnitud precisos del problema, pero según algunos enterados, la sonda sufrió de sobrecalentamiento. La NASA anunció posteriormente que la sonda ya había salido del modo de respaldo y estaba “sana”.
El 4 de julio de 2005, a las 05:45 UTC, el impactador chocó contra el hemisferio sur del cometa. Esta parte de la sonda trasmitió imágenes del cometa durante todo el proceso de acercamiento a su superficie, siendo su última imagen transmitida tan sólo tres segundos antes de la colisión. En ella se perciben dos cráteres grandes y varios valles. Como estaba previsto, el momento del impacto coincidió con un aumento importante de la luminosidad del cometa.

## La nave
La nave se compone de un impactador de 370 kg de cobre cilíndrico adjuntado a un bus de sobrevuelo de 650 kg. La nave espacial es una caja en forma de marco de aluminio de nido de abeja con un escudo rectangular plano de desechos Whipple, montado en un lado para proteger los componentes durante el acercamiento al cometa. El cuerpo montado sobre el marco es una cámara de alta resolución y una cámara de resolución media, cada uno de los cuales consiste en una cámara de imágenes y un espectrómetro de infrarrojos que se utiliza para observar el hielo y el polvo expulsado, muchos de los cuales estarán expuestos al espacio. La cámara de resolución media tiene un campo de visión (FOV) de 0.587 grados y una resolución de 7 m / píxel a 700 km de distancia y se utiliza para la navegación y las imágenes. La cámara de alta resolución tiene un campo de visión de 0.118 grados y una resolución de 1,4 m / píxel a 700 km. Los espectrómetros infrarrojos cubren el rango 1,05 a 4,8 micrómetros, con un campo de visión de 0,29 grados (hi-res) y 1,45 grados (lo-res). La masa de instrumentos es de 90 kg y se usó 92 W de energía durante el encuentro.
La nave mide aproximadamente 3,2 mx 1,7 mx 2,3 m, y está estabilizada en tres ejes, utiliza un sistema de propulsión de hidracina principal con el impulso de Ns 5000 RCS total para proporcionar un total de velocidad de un delta-V de 190 m / s. Las comunicaciones son a través de la banda X (8,000 MHz) a través de una antena parabólica de 1 metro de diámetro montada sobre un eje cardán de 2-o,y una antena de baja ganancia. La comunicación entre el impactador y la nave es en banda S. La tasa de subida de datos será de 125 bit/s, la descarga será de 175 kbit/s. La energía eléctrica es obtenida por un panel solar de 7,2 metros cuadrados y se almacena en una batería de NiH2. El sistema de orientación de la nave se compone de cuatro giroscopios de resonancia hemisférica, dos rastreadores de estrellas, las ruedas de reacción, y propulsores de hidracina. La precisión es de 200 microrradianes con 65 de conocimiento microradian. Control térmico se logra mediante mantas aislantes, radiadores de superficie, acabados, y los calentadores. La nave tiene dos ordenadores RAD750 redundante con 309 MB de memoria para los datos científicos y de la nave.

## El impactador
El proyectil DII es un cilindro hexagonal y está fabricado principalmente de cobre, 49 %, y aluminio, 24 %, cuyo objetivo es su facilidad para identificarlo y minimizar la contaminación en el espectro después de que el proyectil sea en gran parte vaporizado y se mezcle con el material del comenta eyectado tras el impacto. Cuenta con un pequeño sistema de propulsión de hidracina para la orientación, el cual ofrece los requerimientos necesarios para proporcionar un delta-V (cantidad de esfuerzo para realizar un cambio de órbita) de 25 m/s. La orientación se logra usando la referencia de una estrella de alta precisión o referencia (tracker); auto-algoritmos de navegación; y el sensor de orientación de Impacto (ITS), una cámara que proporciona imágenes para el control autónomo y de orientación. El SUS funcionará hasta el impacto, y las imágenes se enviaron a la Tierra a través de la sonda matriz. La comunicación con la sonda principal se hizo por medio de la banda S. El proyectil actuaba mecánicamente y con energía eléctrica conectado a la nave espacial matriz hasta 34 horas antes del impacto. Tras la separación pasaría a funcionar con la energía interna del impactador.

## Fase de aproximación

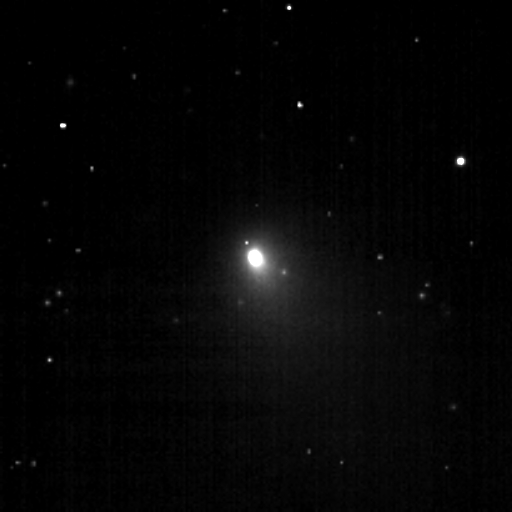
30 de mayo de 2005, 35 días para el impacto
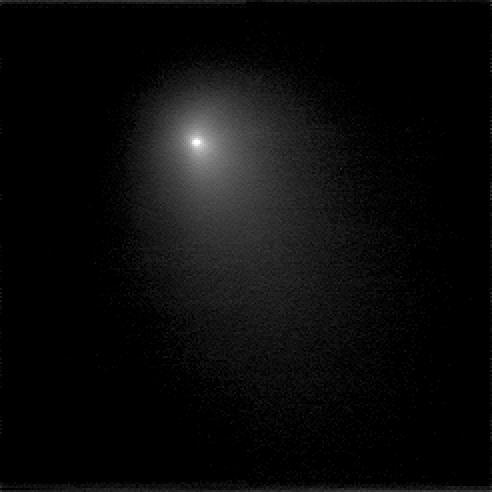
15 de junio, 19 días para el impacto
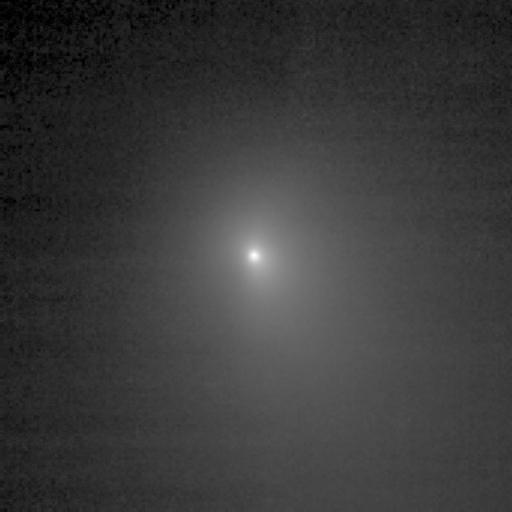
21 de junio, 13 días para el impacto
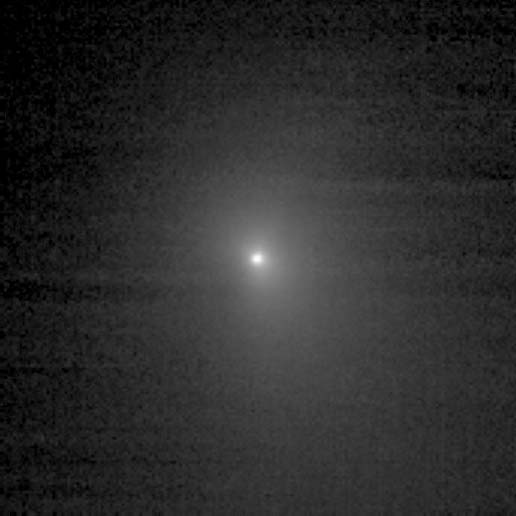
27 de junio, 7 días para el impacto, fase final de aproximación

## Fase de impacto

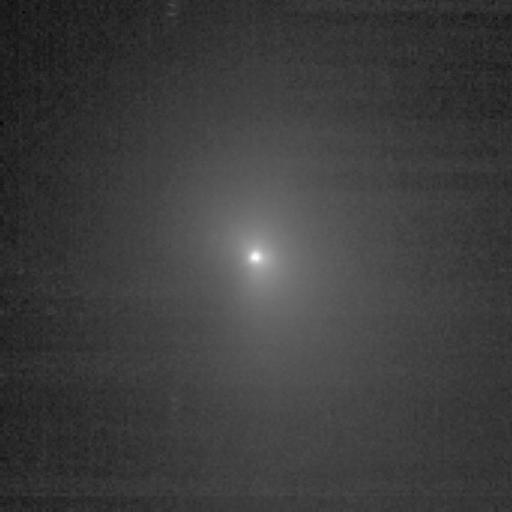
Cometa Tempel 1, imagen tomada a 4.2 millones de km en el comienzo de la fase de impacto
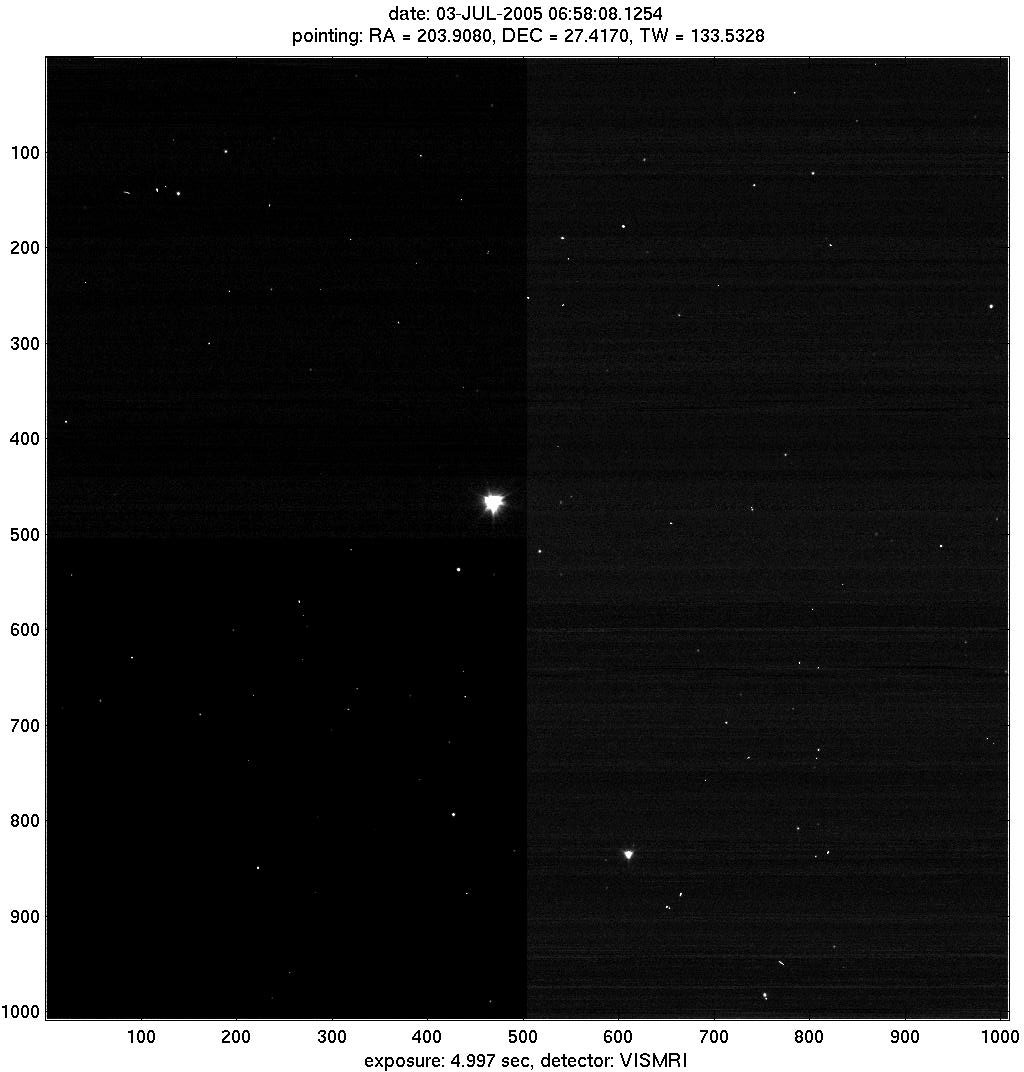
Imagen tomada por el impactador antes de la separación de la nave Flyby
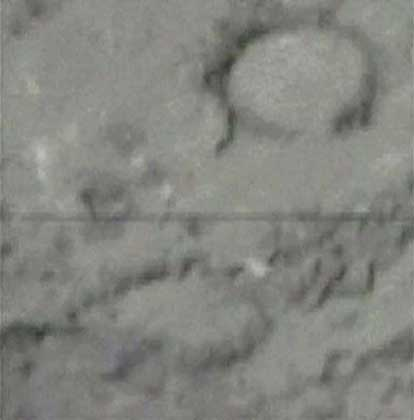
Imagen de acercamiento del impactador tomado antes del impacto
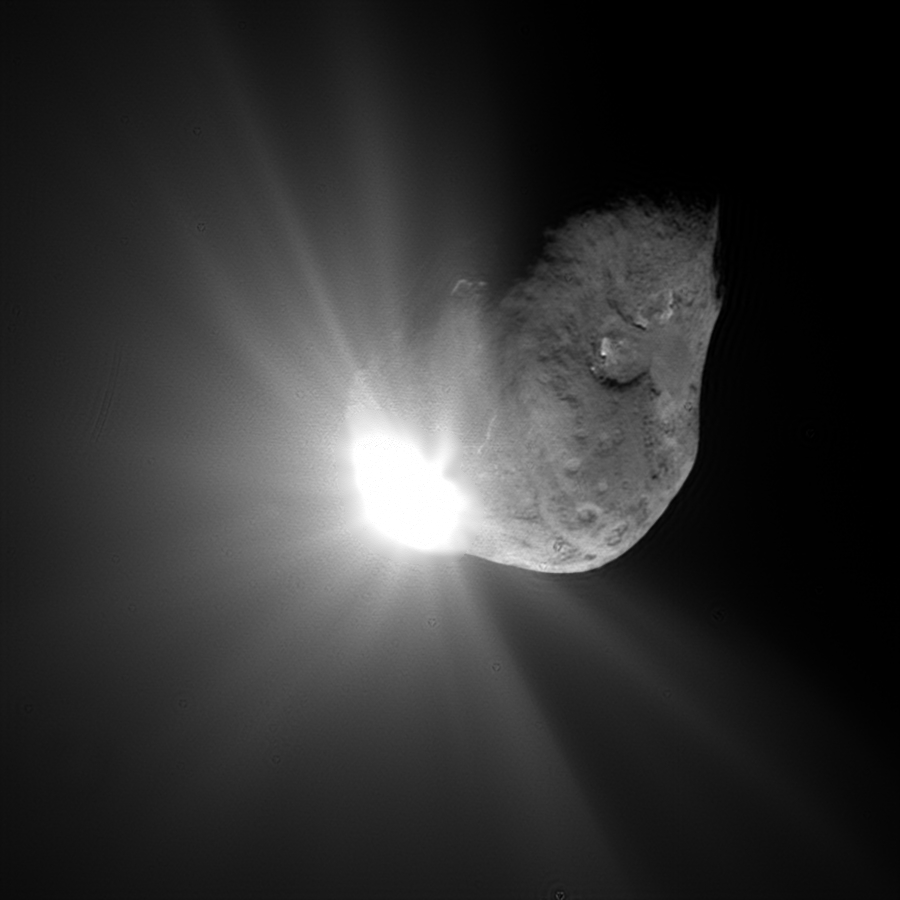
Imagen del impacto

## Finalización de la misión

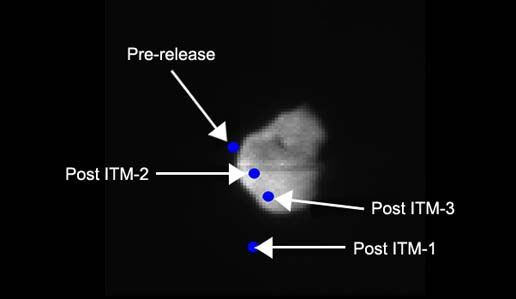
Esta imagen muestra cómo el impactador de Deep Impact apuntó al cometa Tempel 1 mientras la sonda espacial hacía su aproximación final en las primeras horas de la mañana del 4 de julio, hora del Este. El sistema de navegación autónomo de la sonda fue diseñado para realizar hasta tres maniobras de orientación del impactador, identificadas como ITM en esta imagen, para corregir su curso hacia el cometa.

El 8 de agosto de 2013 la misión finalizó, al perderse definitivamente el contacto con la sonda. 
Luego de reiterados intentos de comunicación durante un mes.
Aunque se desconoce la causa de la pérdida de comunicación, se sospecha que un error en el manejo del tiempo, por parte de la computadora, ocasionó que la nave no pudiese orientarse adecuadamente y por tanto no pudiese dirigir su antena hacia la Tierra. Debido a ello, tampoco se le pudo mandar a orientar adecuadamente sus paneles solares, lo que causó que finalmente la temperatura de la nave descendiera hasta niveles que destruyeron sus sistemas.